# Graphania polychroa
Graphania polychroa är en fjärilsart som beskrevs av Edward Meyrick 1887. Graphania polychroa ingår i släktet Graphania och familjen nattflyn. Inga underarter finns listade i Catalogue of Life.